# Plastonomus octoguttatus
Plastonomus octoguttatus là một loài nhện trong họ Thomisidae.
Loài này thuộc chi Plastonomus. Plastonomus octoguttatus được Eugène Simon miêu tả năm 1903.